# 阿兰·里夏尔
阿兰·里夏尔（法語：Alain Richard，法語發音：[alɛ̃ ʁiʃaʁ]；1945年8月29日—），法国政治人物，復興黨黨員，前法國國防部長、前法國參議院副議長、前法國參議員。
出生于法国巴黎。毕业于巴黎亨利四世高中。

## 职业经历
- 1962年 加入法国统一社会党（PSU）
- 1975年 加入法国社会党（PS）
- 1997年6月2日 - 2002年5月6日 国防部长
- 2002年12月19日 - 2017年10月19日 聖旺洛莫訥市市長
- 2017年 加入共和前進黨
- 2021年「法国参议院友台小组」主席李察組團訪台引起中方不滿[1][2]
- 2022年4月1日 - 2023年10月2日 法國參議院副議長

## 荣誉

### 外国勋章奖章
- 特种大绶卿云勋章（中华民国，2021年10月7日于台北总统府颁授[3]）